# Амаду II
Амаду II Секу (араб. شيخ أحمدو بن أحمدو لبّو; бл. 1815 — 27 лютого 1853) — 2-й альмамі (імам) імперії Масина в 1845—1853 роках. Повне ім'я Секу Амаду ібн Амаду Лоббо.

## Життєпис
Походив з фульбеського клану Барі. Син Секу Амаду, альмамі Масини (Дійни). після смерті батька 1845 року стає новим володарем, формально обраним радою держави між Ба Лоббо, альфою Нухум Тайру та аль-хаджем Моді Сейду. Невдовзі новий альмамі призначає свого стриєчного брата Ба Лоббо очільником усього війська. Невдовзі придушив невдоволених суфіїв продовженням політики Секу Амаду.
Продовжив протистояння з імперією Сегу, фаами (володарі) якої намагалися повернути владу над областю навколо Тімбукту. В останньому повстали туареги, що виступали проти жорстокої релігійної політики алмьамі. У 1846 році в битві біля озера Госсі вдалося завдати поразки туарегам. У 1847 році шейх Сіді аль-Баккай аль-Кунті зумів переконати Амаду III вивести свій війська з Тімбукту. Натомість туареги визнали владу альмамі. 1848 року було завдано поразки імперії Сегу.
Продовжив економічну політику попередника, завдяки чому відбулося піднесення землеробства, тваринництва, поліпшилася торгівля. Проте ісламізація тривала.
1853 року виступив проти імперії Сегу, але зазнав поразки і загинув у битві. Поховано у родинній усипальні в Хамдаллахі. Спадкував йому син Амаду III.